# Нектарий II
Нектарий е православен духовник, охридски архиепископ около 1616 – 1624 година.
Сведенията за архиепископ Нектарий са оскъдни. Той заема длъжността не по-късно от 1616 година. През 1622 година пътува до Москва в търсене на дарения. Умира или напуска поста преди 1624 година, когато архиепископ вече е Порфирий.